# Atletica leggera ai Giochi della IX Olimpiade - 110 metri ostacoli

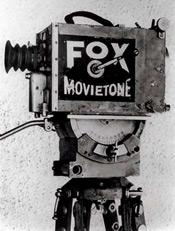
Video della Finale (durata: 0'31")

La competizione dei 110 metri ostacoli di atletica leggera ai Giochi della IX Olimpiade si tenne i giorni 31 luglio e 1º agosto 1928 allo Stadio Olimpico di Amsterdam.

## L'eccellenza mondiale
| Primatista mondiale     | 14"4 (120y) 1920 | Earl Thomson     | Assente  |
| Primatista europeo      | 14"8 1927        | Sten Pettersson  | Presente |
| Vincitore selezioni USA | 14"4 (120y) =    | Stephen Anderson | Presente |

## Risultati
| 9 Batterie   | 31 luglio | 41 partenti   | Si qualificano i primi 2. |
| 3 Semifinali | 31 luglio | 6 + 6 + 6     | Si qualificano i primi 2. |
| Finale       | 1º agosto | 6 concorrenti |                           |

In batteria il sudafricano George Weightman-Smith eguaglia il record del mondo con 14"8. Addirittura lo migliora in semifinale con 14"6. Ma in finale è solo quinto.

La finale sorride al connazionale Atkinson, argento a Parigi 1924. Quattro anni prima aveva perso l'oro per pochi centimetri. Ad Amsterdam si rifà vincendo di un'incollatura davanti all'americano Anderson.

### Batterie
| Pos. | Concorrente      | Nazione        | Tempo  |
| ---- | ---------------- | -------------- | ------ |
| 1    | Gabriel Sempé    | Francia        | 15"0   |
| 2    | Otakar Jandera   | Cecoslovacchia |        |
| 3    | Armand Lepaffe   | Belgio         |        |
| 4    | Lothar Albrich   | Romania        |        |
| -    | Valerio Vallania | Argentina      | Squal. |

| Pos. | Concorrente      | Nazione     | Tempo |
| ---- | ---------------- | ----------- | ----- |
| 1    | Carl Ring        | Stati Uniti | 15"0  |
| 2    | Johannes Viljoen | Sudafrica   |       |
| 3    | Ludwig Wessely   | Austria     |       |
| 4    | Arie Kaan        | Paesi Bassi |       |
| 5    | Otto Schop       | Romania     |       |

| Pos. | Concorrente            | Nazione       | Tempo  |
| ---- | ---------------------- | ------------- | ------ |
| 1    | George Weightman-Smith | Sudafrica     | 14"8 = |
| 2    | Robert Marchand        | Francia       |        |
| 3    | Albert Andersson       | Svezia        |        |
| 4    | Wilfred Kalaugher      | Nuova Zelanda |        |

| Pos. | Concorrente      | Nazione       | Tempo |
| ---- | ---------------- | ------------- | ----- |
| 1    | Stephen Anderson | Stati Uniti   | 15"0  |
| 2    | Eric Wennström   | Svezia        |       |
| 3    | Alister Clark    | Irlanda       |       |
| 4    | Douglas Neame    | Gran Bretagna |       |

| Pos. | Concorrente      | Nazione     | Tempo |
| ---- | ---------------- | ----------- | ----- |
| 1    | Leighton Dye     | Stati Uniti | 15"0  |
| 2    | Sydney Atkinson  | Sudafrica   |       |
| 3    | Erik Kjellström  | Svezia      |       |
| 4    | Arie van Leeuwen | Paesi Bassi |       |

| Pos. | Concorrente         | Nazione       | Tempo |
| ---- | ------------------- | ------------- | ----- |
| 1    | Bernard Lucas       | Gran Bretagna | 15"2  |
| 2    | Hans Steinhardt     | Germania      |       |
| 3    | Alfredo Ugarte      | Cile          |       |
| 4    | René Joannes-Powell | Belgio        |       |

| Pos. | Concorrente     | Nazione     | Tempo |
| ---- | --------------- | ----------- | ----- |
| 1    | John Collier    | Stati Uniti | 15"0  |
| 2    | Bengt Sjöstedt  | Finlandia   | 15"0  |
| 3    | Giacomo Carlini | Italia      | 15"9  |
| 4    | Jan Britstra    | Paesi Bassi |       |

| Pos. | Concorrente           | Nazione       | Tempo |
| ---- | --------------------- | ------------- | ----- |
| 1    | Fred Gaby             | Gran Bretagna | 15"2  |
| 2    | Sten Pettersson       | Svezia        |       |
| 3    | Alf Watson            | Australia     |       |
| 4    | Evangelos Moiropoulos | Grecia        | 15"6  |
| 5    | Louis Lundgren        | Danimarca     | 15"7  |
| 6    | Wojciech Trojanowski  | Polonia       | 16"0  |

| Pos. | Concorrente         | Nazione          | Tempo |
| ---- | ------------------- | ---------------- | ----- |
| 1    | Yoshio Miki         | Giappone         | 15"4  |
| 2    | David Burghley      | Gran Bretagna    |       |
| 3    | Lau Spel            | Paesi Bassi      |       |
| 4    | Abdul Hamid         | India Britannica |       |
| 5    | José Palhares Costa | Portogallo       |       |

### Semifinali
| Pos. | Concorrente      | Nazione       | Tempo  |
| ---- | ---------------- | ------------- | ------ |
| 1    | Leighton Dye     | Stati Uniti   | 14"8 = |
| 2    | Fred Gaby        | Gran Bretagna | 14"9   |
| 3    | Eric Wennström   | Svezia        | 14"9   |
| 4    | Hans Steinhardt  | Germania      | 15"3   |
| 5    | Johannes Viljoen | Sudafrica     | 15"4   |
| 6    | Yoshio Miki      | Giappone      |        |

| Pos. | Concorrente      | Nazione        | Tempo  |
| ---- | ---------------- | -------------- | ------ |
| 1    | Stephen Anderson | Stati Uniti    | 14"8 = |
| 2    | Sydney Atkinson  | Sudafrica      | 14"9   |
| 3    | David Burghley   | Gran Bretagna  | 15"0   |
| 4    | Bengt Sjöstedt   | Finlandia      | 15"1   |
| 5    | Robert Marchand  | Francia        |        |
| 6    | Otakar Jandera   | Cecoslovacchia |        |

| Pos. | Concorrente            | Nazione       | Tempo |
| ---- | ---------------------- | ------------- | ----- |
| 1    | George Weightman-Smith | Sudafrica     | 14"6  |
| 2    | John Collier           | Stati Uniti   | 14"8  |
| 3    | Sten Pettersson        | Svezia        | 15"0  |
| 4    | Carl Ring              | Stati Uniti   |       |
| 5    | Gabriel Sempé          | Francia       |       |
| 6    | Bernard Lucas          | Gran Bretagna |       |

### Finale
È ufficializzato solo il tempo del primo classificato.
| Pos.    | Corsia | Atleta             | Età | Nazione       | Tempo ufficiale | Tempo ufficioso |
| ------- | ------ | ------------------ | --- | ------------- | --------------- | --------------- |
| Oro     | 3      | Sydney Atkinson    | 27  | Sudafrica     | 14"8            |                 |
| Argento | 4      | Stephen Anderson   | 22  | Stati Uniti   |                 | 14"8            |
| Bronzo  | 2      | John Collier       | 21  | Stati Uniti   |                 | 14"9            |
| 4       | 6      | Leighton Dye       | 27  | Stati Uniti   |                 | 14"9            |
| 5       | 1      | G. Weightman-Smith | 23  | Sudafrica     |                 | 15"0            |
| 6       | 5      | Fred Gaby          | 33  | Gran Bretagna |                 | 15"2            |